# Johann Theodor Mören
Johann Theodor Mören (* 1663; † 1702 in Köln) war ein deutscher Arzt, Physiker und Mitglied der Gelehrtenakademie Leopoldina.

## Leben
Johann Theodor Mören war praktischer Arzt in Koblenz, dann Professor für Physik und Medizin in München und Physicus in Bingen und Mittelheim. Später wurde er Physicus in Bensheim sowie Physicus der Herrschaft Starkenburg an der Bergstrasse. Schließlich wurde er Stadtarzt in Linz am Rhein und Hofarzt des Kurfürsten von Köln.
Mören beschäftigte sich unter anderem mit dem Scarabaeum Vinetorum, dem May-Käfer oder auch Rabstichel genannt, der die Reben und Blätter des Weinstocks abfrisst.
Am 13. August 1685 wurde Johann Theodor Mören mit dem Beinamen PHOEBUS als Mitglied (Matrikel-Nr. 143) in die Leopoldina aufgenommen.

## Werke
- Brief an Sebastian Scheffer, 1685.
- Brief an Johann Georg Volkamer, 1688.
- Newe Beschreibung Des Toenes-Steiner Saur-Brunnens: Daß nemblich derselbige bey seinen vormahligen Kräfften, und Tugenden, in vielen Kranckheiten ein sonderbares von Gott gesegnetes Hülffmittel seye; Vnd Wie solcher recht zu gebrauchen, Jn der Churfürstl: Residentz-Statt Bonn Gedruckt bey Henrico Tilmanno Jansenio Hoff-Buchtrucker. Anno 1699.